# 內茲納尼夫
50°9′39″N 24°32′37″E / 50.16083°N 24.54361°E
内茲納尼夫（羅馬化：Neznaniv）是烏克蘭的村莊，位於該國西部利維夫州，由舍普季茨基區多布羅特維爾市鎮負責管轄，始建於1476年，面積2.3平方公里，海拔高度219米，人口710，人口密度每平方公里362.85人。